# Hackelia uncinatum
Hackelia uncinatum är en strävbladig växtart som först beskrevs av George Bentham, och fick sitt nu gällande namn av C. E. C. Fischer. Hackelia uncinatum ingår i släktet Hackelia och familjen strävbladiga växter. Inga underarter finns listade i Catalogue of Life.